# Cribrilina gilbertensis
Cribrilina gilbertensis är en mossdjursart som beskrevs av Maplestone 1909. Cribrilina gilbertensis ingår i släktet Cribrilina och familjen Cribrilinidae. Inga underarter finns listade i Catalogue of Life.